# Asociația Clubul Sportiv Poli Timișoara 2013-2014
Questa voce raccoglie le informazioni riguardanti l'Asociația Clubul Sportiv Poli Timișoara nelle competizioni ufficiali della stagione 2013-2014.

## Rosa
| N. |                       | Ruolo | Calciatore              |
| -- | --------------------- | ----- | ----------------------- |
| 1  | Portogallo (bandiera) | P     | Nuno Claro              |
| 3  | Romania (bandiera)    | D     | Ion Dragu               |
| 4  | Romania (bandiera)    | D     | Eduard Nicola           |
| 5  | Romania (bandiera)    | C     | Adrian Poparadu         |
| 7  | Venezuela (bandiera)  | A     | Jorge Ruiz              |
| 8  | Romania (bandiera)    | C     | Ovidiu Petre (capitano) |
| 10 | Argentina (bandiera)  | C     | Nicolás Gorobsov        |
| 11 | Romania (bandiera)    | C     | Florin Nanu             |
| 13 | Romania (bandiera)    | D     | Cristian Scutaru        |
| 14 | Romania (bandiera)    | A     | Szabolcs Székely        |
| 15 | Romania (bandiera)    | D     | Cristian Bocșan         |
| 16 | Romania (bandiera)    | C     | Cristian Boldea         |
| 17 | Senegal (bandiera)    | C     | Jules Souleymane Keita  |

| N. |                       | Ruolo | Calciatore          |  |
| -- | --------------------- | ----- | ------------------- |  |
| 18 | Romania (bandiera)    | C     | Alexandru Popovici  |  |
| 19 | Serbia (bandiera)     | D     | Marko Marović       |  |
| 20 | Romania (bandiera)    | D     | Florin Nohai        |  |
| 21 | Romania (bandiera)    | C     | Răzvan Trandu       |  |
| 22 | Romania (bandiera)    | P     | Valentin Coca       |  |
| 24 | Romania (bandiera)    | D     | Claudiu Belu        |  |
| 25 | Romania (bandiera)    | C     | Cristian Bărbuț     |  |
| 27 | Romania (bandiera)    | C     | Răzvan Moldovan     |  |
| 29 | Romania (bandiera)    | P     | Eduard Pap          |  |
| 30 | Romania (bandiera)    | D     | Alin Șeroni         |  |
| 55 | Serbia (bandiera)     | D     | Aleksandar Petrović |  |
| 95 | Nigeria (bandiera)    | A     | Anthony Nwakaeme    |  |
|    | Capo Verde (bandiera) | A     | José Furtado        |  |